# Egyik kopó, másik eb (film, 1989)
Az Egyik kopó, másik eb (eredeti cím: Turner & Hooch) 1989-ben bemutatott amerikai filmvígjáték, amelyben Tom Hanks és Beasley, a kutya játsszák a címszerepet. További főszerepben Mare Winningham, Craig T. Nelson és Reginald VelJohnson látható. A filmet Roger Spottiswoode rendezte és Daniel Petrie Jr. írta, aki egyben executive producer is volt.
A film sikere után egy franchise-t hoztak létre, amely egy televíziós film folytatását és egy televíziós sorozatot is tartalmazott.
A Touchstone Pictures 1 millió dollárért vásárolta meg az Egyik kopó, másik eb forgatókönyvét, ami akkoriban a legmagasabb összeg volt, amit a Touchstone valaha is fizetett egy forgatókönyvért.

## Cselekmény
Scott Turner rendőrnyomozó egy kaliforniai kisvárosban, Cedar Beachen él. A legfontosabb dolog az életében a rend. Mindig kifogástalanul öltözve jelenik meg szolgálatban, és a háza mindig makulátlanul tiszta.
Amikor egy nap a roncstelep tulajdonosát, Amost meggyilkolják, Turner kénytelen hazavinni a bűntény egyetlen szemtanúját, egy Hooch nevű, hatalmas termetű, nyáladzó Bordeaux-i dogot. Turner biztos benne, hogy ez nagy hiba volt, mivel a kutya szétveri a lakást. Szenvedélyesen szétrágja az összes bútort, valamint az autóját is. Turner elviszi a vonzó állatorvos, Emily Carson rendelőjébe, mivel a kutyának vérző sérülések vannak a testén. Bár az agglegény Scott szinte kevesebbet gondol a kapcsolatokra, mint a kutyákra, kezd beleszeretni Emilybe.
A Hoochhoz fűződő kapcsolata is pozitívan alakul. Scott és Hooch fokozatosan közelebb kerülnek egymáshoz, és Hooch Scott állandó társa lesz. Azonosítja egykori gazdája gyilkosát, és segít Scottnak elkapni őt.
A gyilkosság mögött azonban több van, mint ami látszik. Scott megtudja, hogy a pénzt hatalmas jégtömbökbe fagyasztják a roncstelep melletti gyárban, ahol Hooch lakott, és a halak között a pénzt is elszállítják a városból. Hogy elkapják a felelősöket, Hooch-csal együtt Turner is beépül a gyárban dolgozók közé. Amikor Turner felettese, Howard Hyde is megjelenik a gyárban, Turner először meglepődik, de aztán rájön, hogy a főnöke a bűntény kitervelője. Verekedés következik. Miközben Turner és Hyde egymással harcol, a gyárigazgató, aki szintén részt vesz a bűncselekményben, meglátja az alkalmat, hogy lelője Turnert. Ebben a pillanatban azonban Hooch megtámadja, és bár a férfi mellkason lövi a kutyát, annak sikerül lerántania a lábáról. Amikor Turner csatlakozni akar hozzá, Hyde fegyvert szegez rá. Miközben arra akarja rábeszéli Turnert, hogy dolgozzon vele, Hooch utolsó erejével odavonszolja magát Hyde-hoz, és lábon harapja, így Turner le tudja szerelni. Turner elviszi Hoochot Emilyhez, aki azonban hiába próbálja megmenteni a kutya életét.
Hónapokkal később Scott Turner lesz a város rendőrfőnöke. Hazasiet, miután telefonhívást kap az immár terhes feleségétől, Emilytől. Az alsó szinten a házban több fiatal collie szaladgál. Fent a házban minden romokban hever, ami Scott új kutyájának köszönhető, aki Hooch egyik utódja.

## Szereplők
- Tom Hanks – Scott Turner nyomozó (Kozák András)
- Beasley, a kutya – Hooch
- Mare Winningham – Dr. Emily Carson, állatorvos (Básti Juli)
- Craig T. Nelson – Howard Hyde rendőrfőnök (Bács Ferenc)
- Reginald VelJohnson – David Sutton nyomozó (Ujlaki Dénes)
- Scott Paulin – Zack Gregory (Balkay Géza)
- J. C. Quinn – Walter Boyett (Tolnai Miklós)
- John McIntire – Amos Reed (Csákányi László)
- David Knell – Ernie (Kautzky Armand)
- Ebbe Roe Smith – Harley McCabe (Végvári Tamás)
- Kevin Scannell – Jeff Foster (Várkonyi András)
- Joel Bailey – Ferraday (Dózsa László)
- Mary McCusker – Katie (Andresz Kati)
- Ernie Lively – a motel eladója (Gruber Hugó)
- Clyde Kusatsu – Kevin Williams (Verebély Iván)
- Elaine Renee Bush – bolti eladó
- Eda Reiss Merin – Mrs. Remington

## Pereskedés
2015 áprilisában Richard Dreyfuss színész és Christine Turner Wagner, a film producere, Raymond Wagner özvegye beperelte a The Walt Disney Companyt az Egyik kopó, másik eb és az Isten nem ver Bobbal (1991) című Touchstone-kiadás miatt, amelyben Dreyfuss szerepelt. Azzal vádolták a Disneyt, hogy megtagadta egy nyereségrészesedésre szakosodott cégtől a filmek hozamainak ellenőrzését. Dreyfuss egy nappal később visszavonta követelését. A Disney végül engedélyezte az auditálást. A könyvvizsgálók megállapították, hogy a Disney 32 millió dolláros nyereséget ért el, és hogy Wagner nem kapta meg a részét. A Disney 2018 júniusában megegyezett Wagnerrel; a megegyezés feltételeit nem hozták nyilvánosságra.

## Fordítás
- Ez a szócikk részben vagy egészben  a   Turner & Hooch című angol Wikipédia-szócikk fordításán alapul.  Az eredeti cikk szerkesztőit annak laptörténete sorolja fel. Ez a jelzés csupán a megfogalmazás eredetét és a szerzői jogokat jelzi, nem szolgál a cikkben szereplő információk forrásmegjelöléseként.